# Jean-Marc Fournier (homme politique)
Pour les articles homonymes, voir Jean-Marc Fournier et Fournier.
Jean-Marc Fournier (né le 7 octobre 1959 à Châteauguay) est un homme politique québécois. 
Député du Parti libéral à l'Assemblée nationale du Québec, il représente la circonscription de Châteauguay de 1994 à 2008. Il exerce les fonctions de ministre des Affaires municipales, du Sport et du Loisir, ministre de l'Éducation, du Loisir et du Sport, ministre du Revenu et leader parlementaire du gouvernement dans le gouvernement de Jean Charest. Après une pause de deux ans, il fait son retour en politique et est élu député libéral de la circonscription de Saint-Laurent à la faveur d'une élection partielle, le 13 septembre 2010.
De septembre 2012 à mars 2013, il assure l'intérim à la tête du Parti libéral du Québec puis occupe les fonctions de ministre responsable des Affaires intergouvernementales canadiennes et de la Francophonie canadienne et ministre responsable de l'Accès à l'information et de la Réforme des institutions démocratiques au sein du gouvernement de Philippe Couillard. Il est aussi leader du gouvernement d'avril 2014 à octobre 2018.
Après sa carrière politique, il se joint au cabinet SYRUS à titre de conseiller stratégique. De 2020 à 2023, il occupe les fonctions de président-directeur général de l’Institut de développement urbain du Québec.

## Biographie

### Formation et début de carrière
Jean-Marc Fournier complète son baccalauréat en droit à l'Université de Montréal en 1981 et obtient une maîtrise en droit public dix ans plus tard. Il se vouera à la pratique de sa profession dans des cabinets privés de 1982 à 1990.

### Début de l'implication politique
Jean-Marc Fournier commencera son implication politique à Québec en 1990 comme conseiller du Parti libéral du Québec (PLQ) à la Commission sur l'avenir politique et constitutionnel du Québec, également connue sous le nom de Commission Bélanger-Campeau. Il sera, de 1991 à 1992, conseiller de Gil Rémillard alors que ce dernier était ministre délégué aux Affaires intergouvernementales canadiennes. Il sera promu au titre de directeur de cabinet en 1992.
Lors de l'élection fédérale de 1988, il sera défait dans la circonscription fédérale de Châteauguay sous la bannière du Parti libéral du Canada. Il sera impliqué, quelques années plus tard, dans la campagne au leadership de Paul Martin pour ce même parti.

### Son élection à titre de député
Le 12 septembre 1994, il remportera la circonscription de Châteauguay lors de l'élection générale. Il sera réélu dans la même circonscription à l'élection de 1998. Durant ces deux mandats où son parti siège dans l'opposition, il sera d'abord porte-parole en matière d'affaires intergouvernementales canadiennes (1994 à 1998) puis leader adjoint de l'opposition officielle (1997 à 1998). Lors de son deuxième mandat, il sera nommé whip en chef de l'opposition officielle. Il sera aussi, de 2000 à 2003, porte-parole de l'opposition officielle en matière de santé.

### Son entrée dans le gouvernement Charest
À la suite de l'élection générale québécoise de 2003, il est nommé ministre des Affaires municipales, du Sport et du Loisir et ministre responsable de la région de la Montérégie. C'est lui qui mènera l'épineux dossier des défusions municipales et permettra la tenue de référendums municipaux en 2004 qui résulteront en la reconstitution de 31 municipalités qui avaient été fusionnées par le gouvernement précédent du Parti québécois. 
Lors du remaniement ministériel de 2005, il est nommé ministre de l'Éducation, du Loisir et du Sport et hérite d'une crise laissée par son prédécesseur Pierre Reid : il devra alors gérer la seconde plus importante grève étudiante de l'histoire du Québec. Il sera responsable de trouver une solution pour satisfaire la centaine de milliers d'étudiants qui ont été en grève pendant plus d'un mois, à la suite des compressions du gouvernement dans le régime des prêts et bourses.
Au lendemain de l'élection générale de 2007, devient leader parlementaire du gouvernement, ministre du Revenu, et ministre responsable de la Réforme parlementaire.
Le 2 novembre 2008, il annonce qu'il ne sera pas candidat aux prochaines élections. Il affirme ne pas quitter totalement la politique, mais plutôt prendre une « pause de ressourcement ».

### Démission et retour au gouvernement

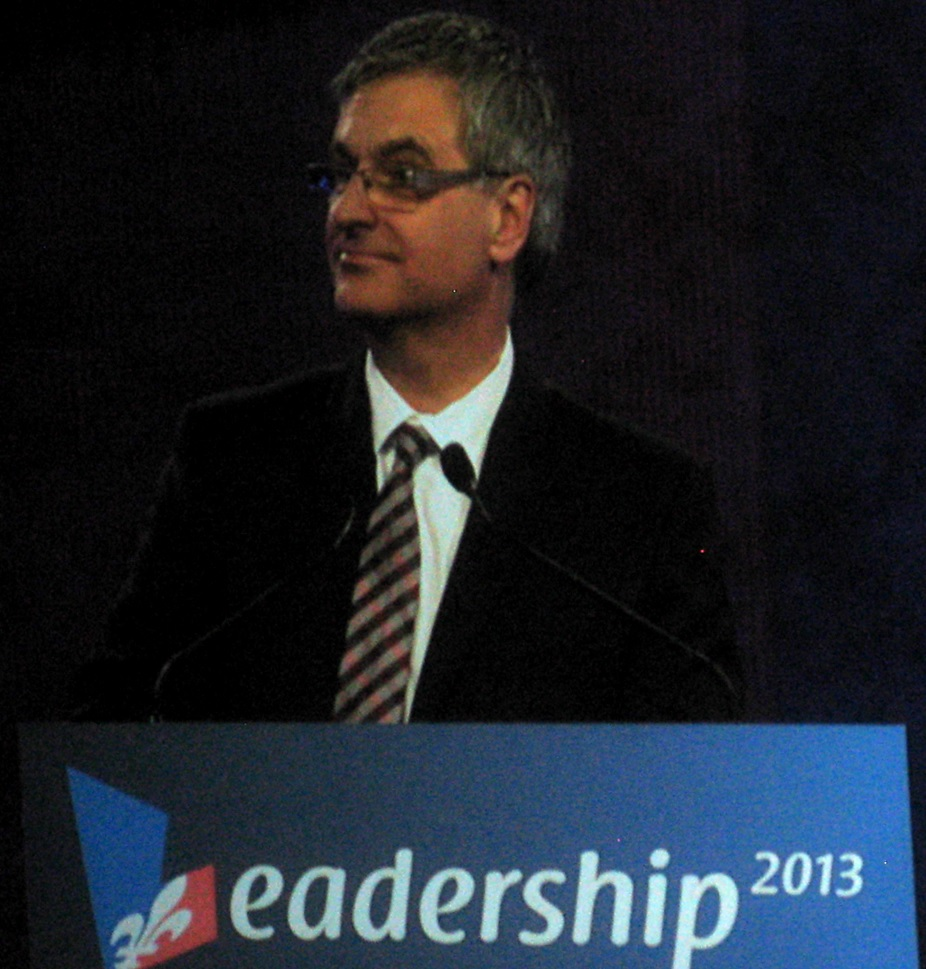
Fournier en 2013.

En 2010, Jacques P. Dupuis démissionne de ses fonctions. Jean Charest le rappelle de sa pause et prend la succession de Jacques P. Dupuis dans sa circonscription de Saint-Laurent. Il devient leader parlementaire et ministre de la Justice.
En 2012, le PLQ est renvoyé dans l'opposition. Après la démission de Jean Charest, il devient chef intérimaire du Parti libéral et chef de l'Opposition officielle.
En avril 2014, le PLQ est reporté au pouvoir, et Philippe Couillard devient premier ministre. Il est de nouveau nommé leader parlementaire et est aussi nommé ministre responsable des Affaires intergouvernementales canadiennes et de la Francophonie canadienne et ministre responsable de l'Accès à l'information et de la Réforme des institutions démocratiques. En janvier 2016, il perd cette dernière fonction et occupe uniquement la fonction de ministre responsable des Relations canadiennes et de la Francophonie canadienne.

### Après la politique
En 2019, Jean-Marc Fournier se joint au cabinet SYRUS à titre de conseiller stratégique.
De 2020 à 2023, il occupe les fonctions de président-directeur général de l’Institut de développement urbain du Québec, où il fait la promotion des quartiers de proximité pour éviter l’étalement urbain tout en répondant à la pénurie de logements, œuvre à l’apparition d’une relation de partenaire plutôt que d’adversaire entre les autorités publiques et l’industrie immobilière et propose différentes pistes pour permettre aux villes de répondre aux nouveaux besoins en centralité tout en évitant d’alourdir le fardeau fiscal foncier des citoyens et des investisseurs.

## Résultats électoraux

### Élection partielle du 13 septembre 2010
|                                                                                               | Nom                  | Parti               | Nombre de voix | %      | Maj.  |
| --------------------------------------------------------------------------------------------- | -------------------- | ------------------- | -------------- | ------ | ----- |
|                                                                                               | Jean-Marc Fournier   | Libéral             | 7 126          | 64 %   | 5 130 |
|                                                                                               | Philippe Leclerc     | Parti québécois     | 1 996          | 17,9 % | -     |
|                                                                                               | Jose Fiorilo         | Action démocratique | 931            | 8,4 %  | -     |
|                                                                                               | Marie Josèphe Pigeon | Québec solidaire    | 566            | 5,1 %  | -     |
|                                                                                               | Tim Landry           | Vert                | 513            | 4,6 %  | -     |
| Total                                                                                         | Total                | Total               | 11 132         | 100 %  |       |
| Le taux de participation lors de l'élection était de 21,6 % et 166 bulletins ont été rejetés. |                      |                     |                |        |       |